# HMS Lively (G40)
HMS Lively (G40) là một tàu khu trục lớp L được Hải quân Hoàng gia Anh Quốc chế tạo vào cuối những năm 1930. Nó đã nhập biên chế từ năm 1941 và phục vụ chủ yếu thời gian cho các đơn vị hải quân Anh tại Địa Trung Hải trong Chiến tranh Thế giới thứ hai có căn cứ ở Malta. Lively tham gia hộ tống các đoàn tàu đến và đi từ Malta cũng như chặn đánh các đoàn tàu của phe Trục trên đường đến Bắc Phi. Chiếc tàu này đã tham gia hai trận đánh Trận Sirte lần thứ nhất và lần thứ hai. Lively bị đánh chìm bởi một trận không kích ngoài khơi Tobruk vào ngày 11 tháng 5 năm 1942.

## Thiết kế và chế tạo
Lively được đặt hàng cho xưởng tàu của hãng Cammell Laird ở Birkenhead vào ngày 31 tháng 3 năm 1938 trong Dự toán Ngân sách Hải quân 1937. Nó được đặt lườn vào ngày 20 tháng 12 năm 1938; được hạ thủy vào ngày 29 tháng 1 năm 1941 và được đưa ra hoạt động vào ngày 20 tháng 7 năm 1941. Dàn vũ khí ban đầu của nó được thay đổi đôi chút trong khi chế tạo vào năm 1940, và nó trở thành một trong số bốn chiếc trong lớp được xếp loại như một tàu khu trục phòng không.

## Lịch sử hoạt động

### Biển Bắc và Địa Trung Hải
Sau khi hoàn tất việc chuẩn bị vào tháng 7 năm 1941, Lively được phân về Bộ chỉ huy Tiếp cận phía Tây vào tháng 8, và đặt căn cứ tại Greenock. Một trong những nhiệm vụ đầu tiên của nó là được bố trí tại Scapa Flow từ ngày 22 tháng 8 cùng với tàu chị em HMS Lightning và tàu tuần dương HMS Curacoa để hộ tống chiếc tàu ngầm Pháp Rubis bị hư hại quay trở lại Dundee. Đến tháng 9, nó được điều về Chi hạm đội Khu trục 4 đặt căn cứ tại Gibraltar, nơi nó là một trong những tàu khu trục được phân công hộ tống tàu sân bay HMS Ark Royal cùng các tàu chiến chủ lực khác trong nhiệm vụ chuyển giao máy bay chiến đấu đến Malta đang bị phong tỏa. Vào ngày 24 tháng 9, nó khởi hành từ Gibraltar trong thành phần hộ tống cho Ark Royal và các thiết giáp hạm HMS Nelson, HMS Rodney và HMS Prince of Wales, vốn là lực lượng hỗ trợ cho Chiến dịch Halberd. Đoàn tàu phải chịu đựng không kích của đối phương, khiến Rodney bị hư hại nhẹ, nhưng các tàu khu trục đã đánh đuổi được máy bay đối phương. Trong khi đang quay trở về Gibraltar vào ngày 30 tháng 9, các con tàu bị tàu ngầm Ý tấn công; Lively đã tham gia vào việc săn đuổi, mà cuối cùng đã đánh chìm được tàu ngầm Adua.

### Malta
Lively ở lại Gibraltar cho đến khi được biên chế vào Lực lượng K vào tháng 10 và có nhiệm vụ hỗ trợ Lực lượng H mang máy bay đến Malta. Sau đó, chiếc tàu đóng tại Malta, vào ngày 8 tháng 11, nó cùng với tàu khu trục HMS Lance và tàu tuần dương HMS Aurora và HMS Penelope đánh chặn đoàn tàu chuyển vận đối phương tại miền trung Địa Trung Hải. Đoàn tàu chuyển vận hoạt động từ ngày 9 tháng 11, và trong Trận chiến Đoàn tàu chuyển vận Duisburg giữa các tàu chiến Anh và đoàn tàu hộ tống Ý, cả bảy thương hạm Ý và cả Fulmine bị đánh chìm.
Một đoàn tàu chuyển vận khác được phát hiện gần Malta bởi máy bay trong những ngày sau đó, và Lực lượng K lại ra biển lần nữa vào ngày 23 tháng 11 để đánh chặn. Trong ngày hôm sau, hai tàu tiếp liệu Đức Maritza và Procidas bị đánh chìm dù có hai ngư lôi đỉnh Ý hỗ trợ. Ngày 1 tháng 12, tàu chuyển vận Ý Adriatio bị các tàu chiến Aurora và Penelope, và Lively đã cứu những người sống sót trôi trên biển. Cũng trong ngày này, tàu chở dầu Ý Irido Mantovani được tàu khu trục Alvise da Mosta kéo bị chặn đánh và cả hai tàu đều bị đánh chìm.
Ngày 5 tháng 12, Lively cùng tàu tuần dương HMS Ajax và HMS Neptune và tàu khu trục HMS Kimberley và HMS Kingston hộ tống tàu tiếp liệu Breconshire từ Malta đến Crete, và sau đó tiếp tục hộ tống Breconshire trên đường trở về từ Alexandria. Ngày hôm sau, đoàn tàu bị một số tàu Ý phát hiện, và Trận Sirte lần thứ nhất đã diễn ra. Lively đã có tham gia trận chiến một thời gian trước khi được giao nhiệm vụ hộ tống Breconshire và một số tàu chiến khác đến Malta. Lively trở lại biển vào ngày 18 tháng 12 cùng với Aurora, Penelope và Neptune, và khu trục hạm HMS Kandahar, HMS Havock và HMS Lance trong nỗ lực đánh chặn một đoàn tàu chuyển vận Ý, nhưng đến ngày 19 tháng 12, các tàu này bị lọt vào bãi thủy lôi dẫn đến Neptune và Kandahar bị đánh chìm còn Aurora và Penelope bị thương.
Lively trong tháng 1 và tháng 2 năm 1943 làm nhiệm vụ hộ tống các đoàn tàu đến và rời Malta, trước khi lên đường cùng một số tàu khác tìm kiếm một tàu tuần dương ý bị thương ngày 9 tháng 3. Đoàn tàu bị không kích ngày 11 tháng 3 và tàu khu trục HMS Naiad bị ngư lôi đánh chìm, và Lively đã cứu những người còn sống. Ngày 22 tháng 3, Lively tham gia Trận Sirte lần thứ hai, đã có phóng ngư lôi và bị thương khi bị trúng đạn pháo 15 inch bên mạn sườn. Ngày hôm sau, chiếc tàu lên đường về Tobruk và bị không kích lần nữa nhưng may mắn đã về được cảng. Lively sau đó từ Tobruk đến Alexandria vào tháng 4, và một lần nữa trở lại đoàn tàu sau khi đã được sửa chữa xong.

### Bị đánh chìm
Vào ngày 10 tháng 5, Lively khởi hành từ Alexandria cùng với HMS Jervis, HMS Jackal và HMS Kipling để vận chuyển tiếp liệu đến Malta. Họ được lệnh phải quay trở lại nếu bị máy bay đối phương phát hiện, vì chỉ có sự hỗ trợ trên không hạn chế của phía Đồng Minh. Vào ngày 11 tháng 5, lực lượng Anh chịu đựng không kích nặng nề. Lively trúng bom ném từ máy bay ném bom bổ nhào ngay lượt đầu tiên vào cầu tàu, làm vỡ toang một mảng lườn tàu và khiến Hạm trưởng tử trận. Lệnh bỏ tàu được đưa ra sau đó, và nó chìm cách 100 mi (160 km) về phía Tây Bắc Tobruk, ở tọa độ 33°24′B 25°38′Đ / 33,4°B 25,633°Đ, với 77 thành viên thủy thủ đoàn thiệt mạng cùng con tàu. Jervis và Jackal đều bị hư hại trong cuộc không kích này, với Jackal phải bị Jervis đánh đắm sau khi những nỗ lực kéo nó thất bại. Jervis đã đón lên tàu những người sống sót của cả Lively lẫn Jackal, và đưa họ quay trở lại Alexandria. Cho dù chỉ có quãng đời phục vụ ngắn ngủi gần một năm sau khi nhập biên chế, Lively đã được tặng thưởng năm vinh dự chiến trận: Đại Tây Dương 1941, Địa Trung Hải 1941, Đoàn tàu chuyển vận Malta 1941-42, Libya 1942 và Sirte 1942.